# Etiopía en los Juegos Paralímpicos de Río de Janeiro 2016
Etiopía estuvo representada en los Juegos Paralímpicos de Río de Janeiro 2016 por cinco deportistas, cuatro hombres y una mujer.

## Medallistas
El equipo paralímpico etíope obtuvo las siguientes medallas:
| Nombre         | Deporte   | Evento               |
| -------------- | --------- | -------------------- |
| Oro            |           |                      |
| —              |           |                      |
| Plata          |           |                      |
| Tamiru Demisse | Atletismo | 1500 m T13 masculino |
| Bronce         |           |                      |
| —              |           |                      |